# Aluar
Aluar est une entreprise argentine fondée en 1970 et faisant partie du Merval, le principal indice boursier de la bourse de Buenos Aires.